# Podlejki
Podlejki (niem. Podleiken) – wieś w Polsce położona w województwie warmińsko-mazurskim, w powiecie olsztyńskim, w gminie Gietrzwałd.
W latach 1975–1998 miejscowość administracyjnie należała do województwa olsztyńskiego.

## Historia
Wieś lokowana w 1364 na prawie chełmińskim. Obecnie jest to przysiółek (grupa kilku, kilkunastu zagród, wyodrębniona przestrzennie lub stanowiąca wyodrębnienie innej wsi). W XV wieku wzmiankowana jako opuszczona. Około roku 1500 Wilhelm von Schaumburg (namiestnik zakonu), sprzedał Polecken z 15 włokami niejakiemu Nikolausowi, właścicielowi parafii w Łukcie. W 1502 ten sam von Schaumburg przepisał dwie włóki z Podlejek do wsi Kojdy (parafia Łukta). W zamian proboszcz zobowiązany był do wystawienia jednego konia do służby zbrojnej (w razie wojny), płacić roczny czynsz w wysokości pięciu fenigów oraz dostarczać funt wosku „na dokumenty” pańskie, a jako dary „w naturze” zobowiązany był dostarczyć pół korca pszenicy i pół korca innego zboża z każdego „pługa”. W 1539 w Podlejkach mieszkało 7 chłopów wolnych (na prawie chełmińskim, gospodarujących na 9 włókach, 4 leżały najprawdopodobniej w odłogu). Chłopi ci płacili roczny czynsz w wysokości jednej marki z każdej włóki oraz pół korca żyta i pół korca owsa. W dokumentach wizytacji kościelnej z 1543 wspomina się o wolnych chłopach, lecz bez informacji na jakim prawie (chełmińskie czy pruskie), ponieważ wieś nie otrzymała prawa lokacyjnego (dokument najprawdopodobniej zaginął). W roku 1542 chłopi z Podlejek pożyczyli pod zastaw 6 marek od kościoła w Morągu. W tym samym czasie doszło do konfliktu granicznego ze wsią Łęguty (wtedy należała do Borcka). Kolejny spór graniczny, tym razem ze wsią Biesal miał miejsce w 1595. Geometra obliczył, że do Podlejek należy 15 włók i 6 mórg. W 1639 r. do wsi należało 18 włók. Jeszcze w 1714 Podlejki nazywano „wolną wsią pańszczyźnianą”, a wolni chłopi zobowiązani byli do pełnienia służby zbrojnej.
Już w połowie XVIII wieku wieś miała duże znaczenie handlowo-komunikacyjne. W 1902 wybudowano tu niemiecka szkołę. Dawniejsi mieszkańcy wsi wyjechali lub byli przesiedleni po 1945, a do wsi napłynęła ludność z innych regionów Polski. We wsi pozostała rodzina prof. Huberta Orłowskiego, który opublikował wspomnienia (Odpominanie) Podlejki: grudzień 1944 - grudzień 1993.

## Mieszkańcy wsi
- W dokumentach z 1539 wymieniano 7 chłopów wolnych na prawie chełmińskim: Simon Schulz (gospodarujący na 3 włókach), Martin, Georg, Jan, Skroffsky (każdy posiadający jedną włókę).
- W 1599 w Podlejkach mieszkali: Peter Töpfer, Thomas Waegull, Benedict Vetter, Bartec Vetter, Merten Specht, Bartel Specht, Paul Bürk, z których trzech było parobkami. W 1604 zapłacili 8 marek grzywny za to, ze wtargnęli do domu pewnego biednego człowieka i ukradli mu kilka kawałków sera. W 1605 Peter Töpfer skazany został na zapłatę grzywny w wysokości 1 marki i 30 szylingów, za karę, że zaorał miedzę sąsiada, graniczącą z jego polem.
- W 1640 mieszkańcy wsi mieli dług w wysokości 70 marek i 3 korców pszenicy, wynikający z zaległości w płaceniu czynszu. W tym samym roku nie stawili się do lekkich prac pańszczyźnianych i została nałożona na nich kara w wysokości 10 marek.
- W 1678 zatrzymano sześciu wolnych chłopów, gdy wbrew zakazowi przewozili drewno na Warmię. Nałożono na nich grzywnę w wysokości 69 marek.
- 22 maja 1937 roku we wsi urodził się Hubert Orłowski – germanista, profesor UAM.

## Zabytki i atrakcje turystyczne
Pierwotny układ architektoniczny uległ zatarciu. Z dawnego układu urbanistycznego zachowały się jedynie obiekty charakterystyczne dla Warmii – przydrożna kapliczka oraz krzyż. Choć wieś lokalizuje się zwykle na terenie Mazur, jest ona położona na pograniczu z Warmią – granicę stanowi rzeka Pasłęka znajdująca się kilometr na wschód od miejscowości Podlejki.
We wsi można wyróżnić dwa typy zagród. W pierwszym typie budynek mieszkalny usytuowany jest równolegle do drogi, a wejście do budynku mieszkalnego znajduje się od strony ulicy lub podwórza. Budynki gospodarcze (zazwyczaj jeden lub dwa) znajdują się w niewielkim oddaleniu od budynku mieszkalnego i są położone prostopadle do drogi. W drugim typie zagrody, budynek mieszkalny zlokalizowany pośrodku działki, równolegle do drogi. Natomiast zabudowania gospodarcze ustawione są najczęściej równolegle do budynku mieszkalnego. Przeważają budynki jednokondygnacyjne, murowane z czerwonej cegły, czasami na kamiennej podmurówce, z użytkowym poddaszem. Dach dwuspadowy, kryty dachówką ceramiczną. Budynki gospodarcze najczęściej są drewniane z fundamentem kamiennym oraz dwuspadowym dachem, krytym dachówką ceramiczną. Niektóre budynki gospodarcze zbudowane są z czerwonej cegły.